# Cantos da Solidão
Cantos da Solidão foi a primeira publicação do acadêmico Bernardo Guimarães. O livro de poesias,  foi editado em 1852, no mesmo ano que o autor se bacharelou em Direito na Faculdade do Largo São Francisco, e assumiu o cargo de juiz municipal e de órfãos na cidade de  Catalão em Goiás.

## Poesias
A obra é composta das poesias:
- Prelúdio
- Amor ideal
- Hino à aurora
- Invocação
- Primeiro sonho de amor

“
(…)
"Não és anjo celeste, 

Que junto a mim, no adejo harmonioso 

Passa, deixando-me a alma adormecida 

Num êxtase de amor?

Ó tu, quem quer que sejas, anjo ou fada, 

Mulher, sonho ou visão, 

Inefável beleza, sê bem-vinda 

Em minha solidão!
(…)”

— Amor ideal, Cantos da Solidão .
- A uma estrela
- O Ermo
- O Devanear de um cético
- Desalento
- No meu aniversário
- Visita à sepultura de meu irmão
- À sepultura de um escravo
- O destino do vate
- Esperança